# Club Baloncesto Laredo
El Club Baloncesto Laredo es un club de baloncesto de Laredo (Cantabria).

## Historia
Fundación en el año 1984.

## Palmarés
| Competición                             | Títulos               | Subcampeonatos                         |
| --------------------------------------- | --------------------- | -------------------------------------- |
| 1ª División Nacional de Cantabria (0/4) |                       | 1998-99, 1999-2000, 2003-04 y 2006-07. |
| Copa Cantabria de Baloncesto (1/3)      | 2005.                 | 2003, 2006 y 2007.                     |
| Campeón de Primera Autonómica (1/0)     | 2005-06 (equipo "B"). |                                        |

## Uniforme
- Primer uniforme: Camiseta azul, pantalón azul.

## Plantilla actual
- Alfonso Aja
- Enrique Araújo
- Angel de los Arcos
- Juan Arnáiz
- Santiago Barreras
- Javier Carretero
- Óscar Cavada
- Gabi Fernández
- Endika Felices
- Pablo Jaramillo
- Daniel Pablos
- Oscar San Emeterio
- Luis Manuel Solana
- Guillermo García

## Jugador famoso
- Alberto Miguel